# Ma'aleh Adumim
Ma'aleh Adumim ou Maale Adumim (en hébreu : מַעֲלֵה אֲדומִים), est une colonie israélienne illégale au regard du droit international,, située en Cisjordanie, territoire palestinien occupé. Elle est située à 7 kilomètres à l’est de Jérusalem et à 13 kilomètres à l'ouest du Jourdain.
La colonie a été fondée au cours du dernier trimestre de l'année 1975. Sa population, fin 2016, s'élevait à 37 700 habitants, dont la majeure partie travaille à Jérusalem. Elle est la troisième plus grande colonie israélienne en Cisjordanie occupée après Modiin Illit et Betar Illit.  

## Étymologie
Le nom de Ma'aleh Adumim a été choisi en fonction d'un nom du livre de Josué : la montagne d'Adommim y est mentionnée deux fois (15:7 et 18:17).

## Archéologie
Au centre de la ville ont été découvertes les ruines d'un monastère byzantin, le monastère de Martyrius.
Ses mosaïques comptent parmi les plus caractéristiques de la région sise à l'ouest du Jourdain. Dans la zone industrielle de Ma'aleh Adumim se trouve un second monastère byzantin, la laure d'Euthyme, ou monastère Saint-Euthyme.

## Situation juridique
La communauté internationale dans son ensemble considère Ma'ale Adumim comme toutes les colonies juives, implantées par les autorités israéliennes en Cisjordanie, depuis la fin de la guerre des Six Jours (05/11 juin 1967) comme une création non légale au regard du droit international .
Israël conteste ce point de vue, comme pour toutes les colonies juives qui ont été établies depuis  juin 1967 en Cisjordanie. Les autorités israéliennes considèrent que le lieu de la colonie créée en octobre 1975 sous le gouvernement présidé alors  par Itzhak Rabin est historiquement un lieu juif, intrinsèquement lié à l'histoire des deux royaumes juifs de Juda et d'Israël, qui a été ensuite un territoire qui est devenu une terre gérée et administrée par les différentes puissances présentes dans l'ancienne Palestine. L'Etat d'Israël lui accorde le statut de ville depuis octobre 1992 ; il s'agit de la première colonie israélienne des Territoires occupés à avoir obtenu ce statut.
Au moment de la création de l'État juif en mai 1948, le site de Ma'ale Adunim n 'existe pas puisque ce secteur a été administré par le Royaume hachémite de Jordanie, dès la partition de la Palestine, prévu après le vote de l'O.N.U. du 21 novembre 1947, qui prévoyait alors la création d'un État juif, d'un État arabe et d'une zone internationale pour Jérusalem, sur l'ancien territoire de la Palestine géré par les Britanniques depuis 1918.
L'armistice signé entre Israël et la Jordanie en septembre 1949 ne changea rien à ce qui découlait de la partition de l'ancienne Palestine.
En juillet 2016, la construction de 560 logements supplémentaires est annoncée par le gouvernement  présidé par Benjamin Netanyaou peu après la demande par le « Quartet » international que cessent tous les actes de colonisation en Cisjordanie et en plein milieu de la vague de violence israélo-palestinienne de l'automne 2015 au 6 décembre 2017,.

## Démographie
| Année | Population |
| ----- | ---------- |
| 1983  | 3 500      |
| 1995  | 18 000     |
| 2005  | 30 200     |
| 2006  | 31 800     |
| 2008  | 33 400     |
| 2010  | 35 000     |
| 2012  | 36 500     |
| 2016  | 37 700     |

En 2016 la ville comptait 37 700 habitants. Plus de 70 % des résidents se déclaraient comme « séculiers ». Selon le porte-parole de la commune, une large majorité de la population y vit pour des raisons financières plus que par idéologie. 48 % de la population avait alors moins de 18 ans. Le taux de chômage était de 2,1 %, bien en dessous du taux de chômage moyen d'Israël.

## Zone E1

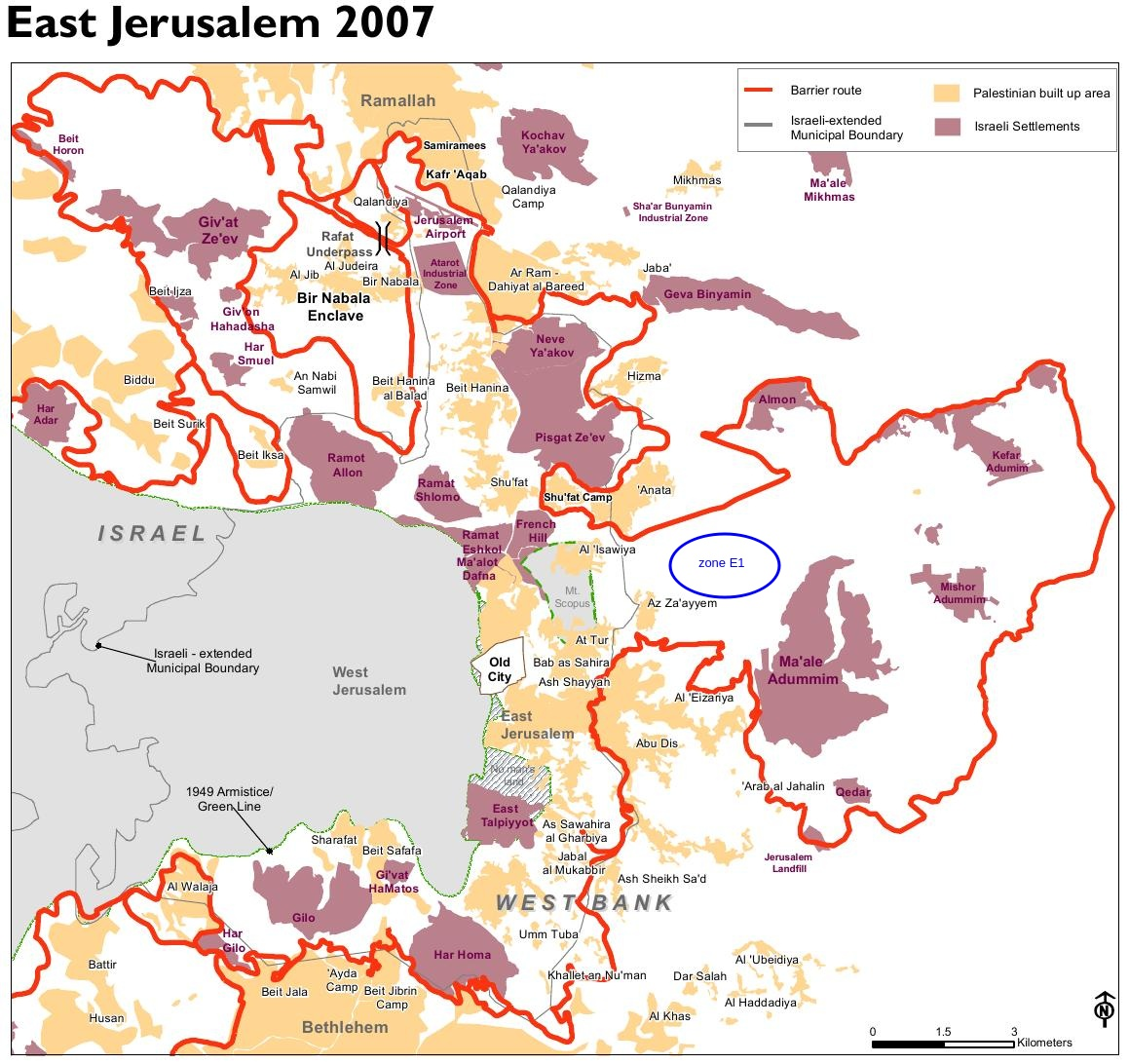
Emplacement approximatif de la zone E1 (en bleu) sur une carte comportant Jérusalem et Maale Adumim.

La « zone E1 » est un territoire de 12 km2 situé à l'ouest de Maaleh Adumim et proche de Jérusalem. Le projet de construction de 3 000 logements dans cette zone, annoncé en 2012, est critiqué par la communauté internationale qui voit un moyen d'isoler géographiquement les villes palestiniennes et de relier directement Maaleh Adumim et Jérusalem.
Un projet de loi porté par la droite religieuse cherche à rattacher Maale Adumim à Israël.
Le 30 mars 2025, le gouvernement de Benyamin Netanyahou annonce la construction de nouvelles routes visant à renforcer la colonisation dans la zone de Maalé Adoumim. Le projet consiste notamment à diriger les Palestiniens de cette zone vers un chemin parallèle à la route actuelle, afin de rejoindre certains villages. L'ONG israélienne La paix maintenant dénonce une « nouvelle route d'apartheid ».

## Jumelages
- États-Unis : Williamsport, État de Pennsylvanie[12]